# 第6回JSLカップ
第6回JSLカップ（だい6かいJSLカップ）は、1981年7月4日から7月19日に行われた日本サッカーリーグ主催の大会である。大会はJSL1部、2部に所属する全20チーム参加によるトーナメント方式で争われた。決勝戦は三菱重工業サッカー部と東芝サッカー部が4-4で引き分け、規定により両チーム優勝となった。

## 出場クラブ

### JSL1部
- ヤンマーディーゼルサッカー部
- フジタ工業クラブサッカー部
- 古河電気工業サッカー部
- 三菱重工業サッカー部
- 日立製作所サッカー部
- 読売サッカークラブ
- マツダスポーツクラブ東洋工業サッカー部
- 新日本製鐵サッカー部
- ヤマハ発動機サッカー部
- 本田技研工業サッカー部

### JSL2部
- 日産自動車サッカー部
- 富士通サッカー部
- 東芝サッカー部
- 日本鋼管サッカー部
- トヨタ自動車工業サッカー部
- 田辺製薬サッカー部
- 帝人サッカー部
- 住友金属工業蹴球団
- 甲府サッカークラブ
- 名古屋サッカークラブ

## 試合

### 1回戦
- 本田技研 3-0 田辺製薬
- 東芝 2-1 住友金属
- 読売クラブ 1-2 日本鋼管
- 三菱重工 4-0 帝人松山

### 2回戦
- 甲府クラブ 3-2 名古屋クラブ
- 本田技研 0-3 古河電工
- ヤマハ発動機 2-4 東芝
- 日産自動車 3-0 新日鉄
- 日立製作所 5-1 トヨタ自工
- 日本鋼管 1-2 フジタ工業
- ヤンマー 3-5 三菱重工
- マツダ 0-2 富士通

### 準々決勝
- 甲府クラブ 1-6 古河電工
- 東芝 3-1 日産自動車
- 日立製作所 3-5 フジタ工業
- 三菱重工 1-1（PK5-3）富士通

### 準決勝
- 古河電工 2-2（PK2-3）東芝
- フジタ工業 2-4 三菱重工

### 決勝
| 1981年7月19日 14:00 |

| 東芝                                           | 4 - 4 | 三菱重工                                           |
| 川勝良一 31分 加藤正明 55分、87分 日暮博 104分 |       | OG 14分 関口久雄 59分 尾崎加寿夫 87分 原博実 106分 |

| 宇都宮市サッカー場 |